# Хто боїться Беовульфа?
«Хто боїться Беовульфа?» (англ. Who's Afraid of Beowulf?) — другий гумористично-фентезійний роман британського письменника Тома Голта, вперше надрукований у Великій Британії 1988 року видавництвом Макміллан Публішерс. На відміну від інших ранніх книг Голта, цей роман не ґрунтується на якійсь конкретній опері чи відомому міфічному циклі.

## Сюжет
Коли американський археолог Гільді Фредеріксен досліджує старовинний похоронний човен вікінгів у Шотландії, то виявляє, що герої вікінги на його борту ще живі, хоча минули століття. Тепер вона повинна допомогти їм перемогти злого короля-чаклуна.

## Відгуки
Publishers Weekly назвали цей роман «(частково-) арт-лялечкою, частиною фантазії (… і) цілком розважальним» та «безпрецедентним і винахідливим».
Kirkus Reviews визнав, що роман «правдоподібний (та) добре складено» та «похмурий», але помилково зображена Гільда, аргументувавши це тим, що «(н)і [в її] промовах, ані [у] вчинках (вона) не є дуже переконливою американкою».